# Gesa zur Nieden
Gesa zur Nieden (* 1978 in Hattingen) ist eine deutsche Musikwissenschaftlerin.

## Leben
Sie erwarb die C-Prüfung (1994–1996) für nebenberufliche Kirchenmusiker in Bochum bei Bernhard Buttmann, den Bakkalaurea Artium (1997–2001) an der Ruhr-Universität Bochum mit den Fächern Musikwissenschaft, Theaterwissenschaft, Allgemeine und Vergleichende Literaturwissenschaft, Romanistik (Italianistik), den Maîtrise (2001–2002) an der UFR Musicologie der Universität Paris IV, betreut von Danièle Pistone, das Diplôme d’Études Approfondies (2002–2003) an der EHESS Paris im Studiengang „Musique, Histoire, Société“, betreut von Michael Werner, und die Promotion (2003–2008) an der EHESS und der Ruhr-Universität Bochum, betreut von Michael Werner und Monika Woitas. Von 2011 bis 2019 war sie Juniorprofessorin für Musikwissenschaft an der JGU Mainz, 2016–2017 Gastprofessorin "inter artes" am Institut für Musikwissenschaft an der Universität Köln, 2018 Dozentin an der Universität Tours. Seit April 2019 ist sie Professorin für Musikwissenschaft an der Universität Greifswald. Seit 2010 hat sie eine Vielzahl von internationalen Drittmittelprojekten zu Themen der Musikermigration im Europa der frühen Neuzeit, zum Pasticcio und jüngst zur Produktion populärer Musik in Deutschland und Österreich 1930–1950 und zu Tartini in Europa mit Kolleginnen und Kollegen geleitet.
Ihre Forschungsschwerpunkte sind Mobilität und Migration frühneuzeitlicher Musikerinnen und Musiker, Bauten und Räume für Musik, Intermedialität von Musik und Malerei, Kulturgeschichte der Musik im Europa des 17.–21. Jahrhunderts, Musiktheater des 17.–21. Jahrhunderts und Musiksoziologie und historische Ethnographie.

## Schriften (Auswahl)
- Vom Grand Spectacle zur Great Season. Das Pariser Théâtre du Châtelet als Raum musikalischer Produktion und Rezeption (1862–1914). Oldenbourg, Wien 2010, ISBN 978-3-486-59238-2.
- mit Britta Kägler: „Die schönste Musik zu hören“. Europäische Musiker im barocken Rom. Wissenschaftliche Buchgesellschaft, Darmstadt 2012, ISBN 978-3-534-23904-7.
- als Hrsg. mit Berthold Over: Musicians’ mobilities and music migrations in early modern Europe. Biographical patterns and cultural exchanges. transcript, Bielefeld 2016, ISBN 978-3-8376-3504-1.
- als Hrsg. mit Birger Petersen, Themenheft "Erste Werke. Musiktheater im 21. Jahrhundert" der Zeitschrift Die Tonkunst, Heft 1 (2017).
- als Hrsg. mit Fabian Kolb und Melanie Unseld, Musikwissenschaft und Biographik, Mainz 2019.
- als Hrsg. mit Talia Bachir-Loopuyt, Themenheft „Musik, Geschichte, Pluralität“ der Zeitschrift Die Tonkunst, Heft 4 (2020).
- als Hrsg. mit Berthold Over, Operatic Pasticcios in 18th-Century Europe. Contexts, Materials and Aesthetics, Bielefeld: transcript 2021.
- als Hrsg. mit Daniel Martin Feige: Musik und Subjektivität. Beiträge aus Musikwissenschaft, Musikphilosophie und kompositorischer Praxis. transcript, Bielefeld 2022, ISBN 978-3-8376-4938-3.
- als Hrsg. mit Daniel Martin Feige: Musik-Philosophie-Praxis, Stuttgart: Metzler.